# Johnny Romein
Johnny Romein, pseudoniem van John van der Ree (Sint Anthonis) is een Nederlands zanger.
Romein bracht in 1992 de singles Je hebt me belazerd en Alie-mentatie uit. Een ander nummer van hem is Trek aan de bel. In 2006 stond hij zeven weken in de Mega Top 100, samen met Het Feestteam met de single De vrolijke koster.